# Cubanate
Cubanate est un groupe de metal industriel britannique, originaire de Londres, en Angleterre. Formé en 1992 par Marc Heal et Phil Barry avec Graham Rayner et Steve Etheridge, le groupe se fait vite connaître grâce, dès le début, à la fusion de guitares heavy metal et de rythmes techno puis breakbeat avec une forte influence de musique industrielle.

## Biographie

### Débuts (1992–1997)
Cubanate joue sa première tournée britannique en novembre 1992 avec le duo de techno Sheep on Drugs. Le groupe signe au label allemand Dynamica peu après. Rayner et Etheridge quittent le groupe après le premier single de Machinery, Body Burn (1993). Le duo est remplacé par Julian Beeston (ex-batteur de Nitzer Ebb). En mai 1994, l'EP Metal est sacré single de la semaine par le magazine Melody Maker.
Leur deuxième album, Cyberia (1994), comprend le single à succès Oxyacetylene, dans lequel figure le pic créatif de Cubanate.  Sur scène, pour leur tournée Cyberia, le groupe recrute Shep Ashton à la guitare et Darren Bennett aux claviers. Après 1996, Ashton et Bennett sont remplacés par Roddy Stone (plus tard Viking Skull) et David Bianchi (plus tard agent artistique des groupes The Enemy et Boy Kill Boy). Leur troisième album, Barbarossa (1996), continue dans le crossover et, bien que cité pour avoir inspiré des groupes comme The Prodigy, le groupe décide clairement de changer de style musical.
Signé au label américain Wax Trax! Records pour leur quatrième et dernier album officiel en date, Interference (1998) rappelle les anciens sons techno expérimentale de Cubanate qui s'accompagne de morceaux de batterie et de basse (drum and bass) qui rebute certains fans et en attire d'autres. L'album est co-produit par Rhys Fulber.

### Déclin et séparations (1998–2011)
Aucun nouvel album ne sera publié par Cubanate depuis 1998. Cependant, en 2007 un lien torrent composé de neuf démos inédites est publiée, intitulée Search Engine, abandonnée par Heal en 2000. Il comprend des chansons comme Razor Edge, Superstructure, et Drowning Hands.
En octobre 2010, le groupe annonce de nouvelles chansons en 2011. We are Crowd est publiée sur la compilation EBM1 d'Alfa-Matrix. Le 13 septembre 2011, Marc Heal, fondateur du groupe, explique qu'il n'y aura pas d'autre album du groupe.

### Retour (2016)
Le samedi 24 septembre 2016, Cubanate se reforme pour jouer au Cold Waves Festival avec Marc Heal, Phil Barry et Vince McAley (des groupes Dead on TV, GoFight et Die Warzau). Ils sont accompagnés de The Cocks (anciens membres de Revolting Cocks : Richard 23, Luc Van Acker, Chris Connelly et Paul Barker), <PIG>, 16Volt, Dead When I Found Her, Bloody Knives and Kanga — qui ont, pour certains d'entre eux ayant collaboré avec Heal dans des projets comme Pigface et C-Tec.
Le 5 mai 2017 est sorti l'album Brutalism, une compilation composée de titres remastérisés extraits des trois premiers albums.

## Discographie

### Albums studio
- 1993 : Antimatter (Édité en 1995 aux États-Unis)
- 1994 : Metal (Ep)
- 1995 : Cyberia
- 1996 : Barbarossa
- 1998 : Interference
- 2019 : Kolossus (Ep)

### Singles
- 1993 : Body Burn
- 1994 : Oxyacetylene
- 1996 : Joy

### Compilations
- 2017 : Brutalism

## Bandes originales

### Jeux vidéo
- Gran Turismo : Oxyacetylene, Autonomy, Skeletal, Industry.

### Séries télévisées
- Les Soprano (épisode 82)